# Gustaf de Laval
Carl Gustav Patrik de Laval (født 9. maj 1845 i Orsa i Dalarnas län, død 2. februar 1913 i Stockholm) var en svensk ingeniør, opfinder og industrimand. Gustaf de Laval hører til en af 1800-tallets mest produktive opfindere i Sverige, han regnes som opfinderen af dampturbinen bygget på impulsprincippet og malkemaskinen, samt forbedring og masseproduktion af separatorer. Laval giftede sig den 10. november 1895 med Isabel Amalia Grundahl.
Laval stod bag flere opfindelser indenfor mejeriproduktion, og firmaet som i dag bærer hans navn (Alfa Laval), er blandt andet kendt for separatorer og malkemaskiner. Han havde interesser indenfor mange forskellige felter, som stålfremstilling, elektroteknik, fly og skipsbygning. Dysen som bruges i raketmotorer, dampturbiner og supersoniske jetmotorer er en af hans opfindelser, og bærer hans navn. Til trods for hans mange patenter, etablerede virksomheder og geniale opfindelser døde han som en gældstynget mand.